# Rakitovaya
Rakitovaya en ruso: Ракитовая es una variedad cultivar de ciruelo (Prunus domestica), de las denominadas ciruelas europeas,
una variedad de ciruela obtenida en el "Instituto de Investigación Agrícola Tártaro". Las frutas tienen un tamaño pequeño, de forma redondeados, el color de la piel es azul oscuro; recubrimiento ceroso ligero, y pulpa de color amarillo verdoso, densa, de jugosidad media, de grano fino y fibrosa, agridulce, con un sabor satisfactorio.

## Sinonimia
- "Ракитовая",
- "Rakitovaya",
- "Слива Ракитовая",
- "Sliva Rakitovaya".[5][3]

## Historia
'Rakitovayaa' es una variedad de ciruela que la obtuvo el equipo de obtentores formado por A.S. Vologdina y L.A. Sevastyanova en el "Instituto de Investigación Agrícola Tártaro" mediante la siembra de semillas de endrino de frutos grandes.
'Rakitovaya' se encuentra inscrita en el "Registro Estatal" desde 1988 para la región del Volga Medio.

## Características
'Rakitovaya' es un árbo de tamaño mediano, con una copa rala e inversamente piramidal. La copa está escasamente foliada. La corteza del tronco es marrón con una capa gris, rugosa. Las ramas esqueléticas son marrones, lisas. Los brotes son de color marrón rojizo, rectos, con menos frecuencia ligeramente curvados, glabros, acortados, con menos frecuencia de longitud media, delgados, con pequeñas lenticelas de color gris claro de densidad media. Las hojas son pequeñas, estrechamente obovadas, con menos frecuencia obovadas, verdes, ligeramente arrugadas, mate, convexas, ligeramente pubescentes, con un ápice puntiagudo, con menos frecuencia romamente agudo, curvado hacia abajo, base en forma de cuña, obtusamente aserrada, con menos frecuencia doblemente aserrada obtusamente, en pecíolos cortos, delgados y pigmentados con estípulas lanceoladas, de tamaño mediano y de caída tardía. Las glándulas son medianas, muy raras, amarillas, ovaladas, con menos frecuencia redondeadas, ubicadas tanto en los pecíolos como en la base de la hoja. Las flores son blancas, de tamaño mediano, con pétalos bien abiertos. El estigma del pistilo se encuentra por encima o por debajo de las anteras. La floración comienza en la segunda o tercera decena de mayo. Es autofértil y se reproduce bien por gemación y, medianamente, por esquejes verdes en niebla artificial. Variedades polinizadoras para mejorar sus rendimientos 'Renklod Tenkovsky', 'Eurasia 21', y 'Tenkovskaya Sinyaya'.
'Rakitovaya' tiene frutos de tamaño pequeño, con un peso promedio de 11 gr, de forma redondeados; la piel es de grosor medio y se extrae en cantidades moderadas, el color de la piel es azul oscuro, glabros, con una fuerte capa cerosa, un ápice ligeramente puntiagudo, un pequeño embudo en la base y una sutura ventral débil; pedúnculo es largo y delgado, la unión del pedúnculo al fruto es promedio; la pulpa es de color amarillo verdoso, densa, de jugosidad media, de grano fino y fibrosa, agridulce, con un sabor satisfactorio. Los frutos contienen 17,72 % de materia seca, 1,53 % de ácidos orgánicos y 13,14 % de azúcares.
Hueso es semi adherente, es ampliamente ovalado, de color marrón claro medio, con un ápice ancho y redondeado y una base redondeada, una superficie finamente tuberculada y con una quilla corta y roma, no presenta nervaduras laterales y se separa bien de la pulpa.
El fruto madura en la tercera decena de agosto en la región del Volga Medio. Variedad de media estación. Transportabilidad promedio.

## Usos
Una variedad de frutos que son aptos para el consumo en fresco y procesados de mermeladas, conservas.

## Susceptibilidades
La variedad presenta un rendimiento medio. 
Medianamente resistente al invierno, a la sequía y al calor. 
Moderadamente afectada por clasterosporium, roya y mosca de sierra viscosa. 
Ventajas de la variedad: autofertilidad, resistencia a la sequía, transportabilidad de los frutos y precocidad. 
Desventajas de la variedad: frutos pequeños de sabor agradable.